# بردت (ویرجینیای غربی)
بردت (به انگلیسی: Burdette) یک منطقهٔ مسکونی در ایالات متحده آمریکا است که در شهرستان گرین‌بریر، ویرجینیای غربی واقع شده‌است. بردت ۶۹۰٫۹۹ متر بالاتر از سطح دریا واقع شده‌است.